# Bura (superračunalo)
Bura je hrvatsko superračunalo. Nakon instalacije na Svečilištu u Rijeci 2015. godine, Bura je postala najbrži računalni sustav u Hrvatskoj, i ujedno prvi koji je ušao na popis TOP500 najjačih superračunala na svijetu.

## Povijest
Bura je nabavljena u sklopu projekta "Razvoj istraživačke infrastrukture na Kampusu Sveučilišta u Rijeci", financiranog iz sredstava Europske unije. Cijena superračunala je oko 44 milijuna kuna, što je bila najveća pojedinačna nabava unutar projekta vrijednog 24 milijuna eura. Sustav je 40 puta brži od Isabelle, prvog i do 2015. najbržeg superračunala u Hrvatskoj. Nakon nekoliko mjeseci probnog rada, Bura je puštena u puni pogon 26. veljače 2016.

## Opis
Bura se sastoji od 288 čvorova, od kojih svaki ima po dva procesora Intel Xeon E5-2690v3, što daje ukupno 6912 procesorskih jezgri. Bura ima 18 terabajta radne memorije i 850 terabajta diskovnog prostora. Procesorska moć Bure je 234 teraflopsa. Proizvođač je francuska kompanija ATOS/Bull.
Pod opterećenjem, sustav ima potrošnju od 108,5 kW, no s obzirom na znatnu računalnu moć, visoko je rangiran po energetskoj učinkovitosti.

## Namjena
Planirana namjena Bure je napredno modeliranje i optimiranje u području biotehnologije, biomedicine, nanoznanosti, te drugih grana znanosti i industrije.